# Rio Paraopeba (vattendrag i Brasilien)
Rio Paraopeba är ett vattendrag i Brasilien.   Det ligger i delstaten Minas Gerais, i den sydöstra delen av landet, 400 km sydost om huvudstaden Brasília.
Trakten runt Rio Paraopeba består huvudsakligen av våtmarker. Runt Rio Paraopeba är det mycket glesbefolkat, med 2 invånare per kvadratkilometer.